# Eurelijus Žukauskas
Eurelijus Žukauskas (* 22. August 1973 in Klaipėda) ist ein ehemaliger litauischer Basketballspieler.

## Laufbahn
Seinen Einstand im Herrenbereich gab Žukauskas bei Neptūnas Klaipėda in der Saison 1994/95. Nachdem er im Spieljahr 1996/97 für Klaipėda im Durchschnitt 15,7 Punkte, 9,8 Rebounds und 3,1 Blocks je Ligaspiel erzielt hatte, wechselte er innerhalb Litauens zu Žalgiris Kaunas. Mit Žalgiris gewann der Innenspieler 1998 und 1999 die litauische Meisterschaft, 1998 den Saporta Cup sowie 1999 die Euroleague und im selben Jahr mit der NEBL einen weiteren europäischen Wettbewerb.
Žukauskas spielte von 2000 bis 2006 im Ausland. 2004 gelang ihm mit UNICS Kasan der Gewinn der Europe League. Im Folgejahr wurde er türkischer Pokalsieger. 2006 kam er nach Litauen zurück, stand ein Jahr bei BC Rytas unter Vertrag. Žukauskas trug in dieser Zeit zum Gewinn der Baltischen Basketballliga bei.
Zum Abschluss seiner Laufbahn war er erneut für Žalgiris Kaunas tätig, wurde 2008 wieder litauischer Meister und im selben Jahr Sieger der Baltischen Basketballliga.

### Nationalmannschaft
Mit der litauischen Nationalmannschaft wurde Žukauskas 2003 Europameister. Zu dem Erfolg trug er im Verlauf des EM-Turniers im Durchschnitt 10,5 Punkte und 5,3 Rebounds bei. 1996 und 2000 gewann er mit der Auswahl jeweils die Bronzemedaille bei den Olympischen Sommerspielen. Bei den Spielen 2004 ging man leer aus.